# Canoas
Canoas is een gemeente in de Braziliaanse deelstaat Rio Grande do Sul. De gemeente telt 349.728 inwoners (schatting 2021).

## Aangrenzende gemeenten
De gemeente grenst aan Cachoeirinha, Esteio, Nova Santa Rita en Porto Alegre.

## Geboren
- Luís Carlos Tóffoli, "Gaúcho" (1964-2016), voetballer
- Fernando Scheffer (1998), zwemmer